# Torrent de l'Embosta
El Torrent de l'Embosta és un torrent del terme municipal de Castellcir, a la comarca del Moianès.

El Torrent de l'Embosta, respecte del terme de Castellcir

Està situat en el sector central del terme de Castellcir, a migdia de Cal Manel i al nord de Mont-ras. S'origina a la Font de l'Embosta, sota mateix del poble, just al nord de l'església de Santa Maria de Castellcir. Des d'aquell lloc davalla cap a llevant per la vall que s'obre entre aquestes dues masies, i per on baixa el camí que mena d'una banda al Castell de Castellcir i de l'altra a l'antiga església parroquial de Sant Andreu de Castellcir, rep per l'esquerra el Xaragall de les Alzines Sureres i al cap de poc s'aboca en el Torrent de la Roca.